# Cratere Cilix
Cilix  è un cratere sulla superficie di Europa.